# Birgit Recki
Birgit Recki (* 13. Juni 1954 in Spellen) ist Professorin für Philosophie an der Universität Hamburg, seit dem Sommersemester 2020 Seniorprofessorin. Die Schwerpunkte ihrer Arbeit liegen in den Bereichen der Ethik, Ästhetik und Kulturphilosophie/Anthropologie mit historischen Schwerpunkten im 18. Jahrhundert und in der Moderne.

## Lebenslauf
Recki promovierte 1984 mit dem Thema Aura und Autonomie. Zur Subjektivität der Kunst bei Walter Benjamin und Theodor W. Adorno. Von 1985 bis 1992 nahm sie eine Lehrtätigkeit am Fachbereich Design der Fachhochschule Münster und an der Kunstakademie Münster wahr, von 1985 bis 1997 lehrte sie am Philosophischen Seminar der Westfälischen Wilhelms-Universität Münster. Ihre Habilitation folgte 1995 mit Ästhetik der Sitten. Die Affinität von ästhetischem Gefühl und praktischer Vernunft bei Kant. Zwischen 1993 und 1997 war Recki Dozentin auf der Stelle einer wissenschaftlichen Mitarbeiterin im FB Kulturwissenschaften an der Universität Lüneburg, seit 1997 ist sie Professorin für Philosophie an der Universität Hamburg, von 1997 bis 2009 war sie Leiterin der Ernst-Cassirer-Arbeitsstelle.
Seit 2006 ist sie Vorsitzende der Internationalen Ernst-Cassirer-Gesellschaft.
Von Oktober 2011 bis Februar 2015 war sie Präsidentin der Deutschen Gesellschaft für Ästhetik; sie veranstaltete den IX. Kongress der DGfÄ, der unter dem Titel „Techne – poiesis – aisthesis. Technik und Techniken in Kunst ästhetischer Praxis“ vom 17. bis 20. Februar 2015 an der Universität Hamburg stattfand.
Birgit Recki war von Oktober 2011 bis September 2012 Fellow am Alfried-Krupp-Wissenschaftskolleg Greifswald.
Im Februar 2013 erfolgte die Ernennung zum Mitglied des Vorstandes der Stiftung "Forschungsinstitut für Philosophie Hannover"; im Juni 2013 die Berufung in den wissenschaftlichen Beirat der Klassik Stiftung Weimar.
Im Sommersemester 2013 hatte sie eine Gastprofessur am Institut für Philosophie der Universität Wien inne.
Am 1. Dezember 2014 trat sie in die Leitung des Hamburger Warburg-Hauses ein (zusammen mit Uwe Fleckner und Cornelia Zumbusch).
Im Wintersemester 2016/17 war sie im Rahmen einer Fellowship im Forschungsschwerpunkt "Kulturelle Orientierung und normative Bindung" mit Lehrveranstaltungen an der Universität Koblenz-Landau zu Gast. Im Sommersemester 2022 wirkte sie als Senior Fellow mit in der Hamburger DFG-Projektforschungsgruppe "Imaginarien der Kraft". 

## Werk

### Aura und Autonomie. Zur Subjektivität der Kunst bei Walter Benjamin und Theodor W. Adorno
Die Arbeit ist ein textnah verfahrender, dabei entschieden kritischer Beitrag zur Auseinandersetzung mit der Bedeutung der Kunsttheorien von Benjamin und Adorno. Für Recki sind beide Autoren in wesentlichen Anliegen ihrer Theorien gescheitert. Benjamin wird als erfindungsreicher Kopf herausgestellt – als ein entscheidender Ideenspender für Adornos Ästhetische Theorie, aber sein Theorieprogramm einer materialistischen Theorie der Kunst wird als gleichermaßen metaphysisch inakzeptabel und systematisch inkonsistent kritisiert. Adorno wird wegen der größeren systematischen Dichte seiner Theorie und als Verteidiger der Autonomie von Kunst gewürdigt, der jedoch auf der Reflexionsebene der Theorie mit den systematischen alle (geschichtsphilosophischen und gesellschaftstheoretischen) Vorgaben seiner negativen Dialektik gegen diesen Anspruch auf Autonomie der Kunst verstößt.
Die Arbeit interpretiert die kunstphilosophischen Ansätze Walter Benjamins und Theodor W. Adornos als Beiträge zu einem Begriff von Kunst, mit welchem die ästhetische Erfahrung im Rahmen des subjektivitätstheoretischen Paradigmas aufgefasst ist. Sie gibt im ersten Teil eine Auseinandersetzung mit den Schriften von Benjamin, denen nach der verbreiteten Lesart sein Beitrag zu einer Theorie der (modernen) Kunst zu entnehmen sei, allen voran mit dem wirkungsmächtigen Aufsatz „Das Kunstwerk im Zeitalter seiner technischen Reproduzierbarkeit“ von 1936. Benjamins These: Unter den Bedingungen der technischen Produktion von Kunst (Photographie und Film) werde die Aura „zertrümmert“, dadurch komme es zu einer Emanzipation der Kunst von ihrem „parasitären Dasein am Ritual“, indem die Kunst durch diesen Autoritäts- und Prestigeverlust freigesetzt werde für allerlei pragmatische Funktionen wie z. B. die kritische Dokumentation der Lebens- und Arbeitsverhältnisse der modernen Massen und die Einübung bestimmter Reaktionsweisen, die den Menschen unter den Bedingungen der Beschleunigung von Wahrnehmung in der modernen Welt zugute kämen.
Recki verfolgt das Argumentationsziel, dass 1. eine solche Funktionstheorie der Kunst dieser nicht gerecht werde, weil der gesamte Aspekt der ästhetischen Erfahrung dabei zu kurz komme, und dass 2. Benjamin sich begrifflicher Mittel bedient, die anderes und mehr erforderlich machen würden, als er selbst im Sinn hat. In eingehenden, textnahen Interpretationen (so in der Konfrontation der verschiedenen Fassungen des Reproduktionsaufsatzes) wird gezeigt, dass die zentralen Bestimmungen der hier gegebenen Analyse zum Funktionswandel der Kunst, die sich auf den Begriff der Aura eines Kunstwerks und ihres Verlustes stützen, sich weniger als Grundlagen für eine Ontologie der Kunst (bei Benjamin in der terminologischen Variante einer „materialistischen Theorie der Kunst“) eignen als vielmehr für eine transzendentalphilosophische Theorie der ästhetischen Erfahrung – dass sie also ihren legitimen Ort in einem ganz anderen Theorieprogramm hätten, als es Benjamin vorschwebt. Recki arbeitet dabei heraus, dass Benjamins Beschreibungen einer Aura von Naturdingen und Kunstwerken wesentlich eine eigentümliche Einstellung beschreibt, durch die das ästhetische Erleben, insbesondere in dem es tragenden Raum-Zeit-Verhältnis, gemeinsame Züge mit dem religiösen Erleben hat. In diesem Kontext rekurriert sie auf religionsphilosophische, phänomenologische, symboltheoretische Ansätze: Rudolf Otto; Eduard Spranger/Philipp Lersch; Max Weber; Ernst Cassirer. Wichtig ist in diesem Zusammenhang das Kapitel über die implizite Theorie der Aura, die die Autorin bei Proust in seiner Recherche du temps perdu erkennt: Proust, mit dessen Werk Benjamin als Übersetzer und als Interpret vertraut war, ist demnach als Kronzeuge jener subjektphilosophisch begründeten Theorie der ästhetischen Erfahrung anzusehen, zu der Benjamin zwar die Begriffe hatte, die in seinem Ansatz aber untergehen musste.
Adorno hat in seiner Ästhetischen Theorie Walter Benjamins berühmten Aufsatz entschieden kritisiert und im Gegenzuge sein gesamtes theoretisches Bemühen darauf konzentriert, die Kunst in einer durch Herrschaft entstellten, entfremdeten Gesellschaft als jeder Form von Funktionalisierung entzogen, als Verkörperung des Prinzips der Herrschaftsfreiheit und damit als eine Instanz der Kritik auszuweisen. Im zweiten Teil der Arbeit wird an den begrifflichen Elementen von Adornos Kunsttheorie im Einzelnen gezeigt, dass der Begriff der Autonomie der Kunst hier genauso als Ausdruck für ein zurechnungsfähiges Subjekts und seine Ansprüche ernstzunehmen ist, wie der Begriff der Aura bei Benjamin metaphorisch auf die Lebendigkeit eines Subjekts verweist: Beide Begriffe markieren die Kunst als ein Quasi-Subjekt – als Instanz von Subjektivität. Ein Gegenstück zu dem Proustkapitel im Benjamin-Teil findet sich hier in dem ausführlichen Kapitel über den Begriff der Monade den Adorno in der Ästhetischen Theorie an zentraler Stelle auf das Kunstwerk anwendet: Die Autorin legt diesen Begriff in die von Leibniz intendierten Momente auseinander und findet ihn durch diese Analyse als geeigneten Kandidaten für den Zentralbegriff einer Theorie lebendiger Subjektivität bestätigt. Sie weist aber auch nach, dass er nicht durch Leibniz-Lektüre, sondern durch die Rezeption der Erkenntniskritischen Vorrede von Benjamins Trauerspiel-Buch („Die Idee ist Monade“) in Adornos Theorie gekommen ist. Die Interpretationsthese des Adorno-Teils: Die Kunst hat für Adorno ihre hohe Bedeutung als Kompensat für den Verlust an autonomer Subjektivität, durch welchen die eigentlichen Subjekte gesellschaftlichen Handelns, die Menschen, unter den Bedingungen eines universalen Verblendungszusammenhanges handlungsunfähig geworden sind. Aber wie Benjamin den mit seinem Zentralbegriff gesetzten Anspruch – die ästhetische Erfahrung ernst zu nehmen – nicht einlöst, so löst auch Adorno den Anspruch nicht ein, die Autonomie der Kunst in seiner Theorie zur Geltung zu bringen, da die Kunst hier immer schon einer Funktionalisierung höherer Stufe überantwortet ist: der Funktionalisierung im Rahmen einer negativen Geschichtsphilosophie und Gesellschaftstheorie, deren Autor sie als letzte Instanz der noch verbleibenden Hoffnung braucht.

### Ästhetik der Sitten. Die Affinität von ästhetischem Gefühl und praktischer Vernunft bei Kant
Der Titel Ästhetik der Sitten ist ein Kant-Zitat aus der Metaphysik der Sitten, wo Kant die Lehre von der Rolle der Gefühle in der Moral ausdrücklich mit diesem Begriff bezeichnet. Das Ziel der hier vorgelegten Kant-Interpretation ist denn auch ganz deutlich, mit der Rolle, die das Gefühl in Kants Theorie der Moral spielt, zugleich diejenige des für Gefühle zuständigen Vermögens der ästhetisch reflektierenden Urteilskraft herauszuarbeiten. Entgegen dem Mainstream der Kantrezeption spielt laut Recki das Gefühl in Kants Moralkonzeption auch nach seiner entschiedenen Verwerfung als Moralprinzip weiterhin eine wichtige Rolle: zwar nicht bei der Grundlegung der Moral, da diese nach Kants kritischer Einsicht nur auf Vernunft gegründet werden kann – wohl aber bei ihrer Umsetzung, da es nach Kants Auffassung außer der rationalen Einsicht auch noch einer Motivation („Triebfeder“) bedarf, damit diese Einsicht praktisch werden kann. Die Arbeit wäre von daher falsch eingeschätzt, wenn man in ihr vor allem einen Beitrag zur Kantischen Ästhetik sehen wollte – sie behandelt vielmehr zu gleich starken Anteilen Ästhetik und Moralphilosophie.
Da sich nach Reckis Einschätzung die Bedeutung und der Anteil der Gefühle für die Moral am klarsten herausarbeiten lässt, wenn 1. die Geltungsansprüche von moralischen und ästhetischen Urteilen im Zuge der Vernunftkritik bereits methodisch voneinander getrennt sind und 2. der Begriff des Gefühls in Kants kritischem System der Vernunft voll entwickelt vorliegt, geht sie nach einem der Vorgeschichte gewidmeten ersten Teil, der Kants Ringen um einen moralsensualistischen Ansatz in seiner sogenannten „vorkritischen“ Phase (1764–1768) und die dort unkritisch vertretene Nähe von Ästhetischem und Moralischem schildert, gewissermaßen retrospektiv an die Moralphilosophie heran: Sie gibt in Teil II („Das Gute am Schönen“) zunächst eine eingehende Interpretation der Kritik der Urteilskraft, in der Kants Analysen des „Lebensgefühls“ des Subjekts, also des ästhetischen Gefühls als Effekt des freien Spiels der Erkenntniskräfte bei der Wahrnehmung des Schönen, und des von ihm selbst so genannten „Geistesgefühls“ des Erhabenen untersucht werden. Dabei wird die subjektive Funktionsbedingung des Gefühls als Leistung eines vernünftigen Vermögens, der ästhetisch reflektierenden Urteilskraft, herausgearbeitet. Recki spitzt diese textnahe Darstellung bereits insofern auf die Affinität des ästhetischen Urteils zum moralischen Bewusstsein zu, als sie alle in der KU vorfindlichen Motive einer Bedeutsamkeit der ästhetischen Reflexion für das moralische Selbstverständnis des erlebenden Subjekts im Einzelnen in die Erörterung einbezieht.
Besonderes Gewicht liegt in diesem Zusammenhang auf der Interpretation des § 59 der Kritik der Urteilskraft „Vom Schönen als Symbol der Sittlichkeit“: Hier stellt die Interpretin heraus, dass das Erlebnis des Schönen auf Grund seines Charakters einer freien Reflexion, wie sie in der Analytik als freies Spiel der Erkenntniskräfte konzeptualisiert worden ist, eine Verweisung auf die Idee der Freiheit im Modus des Gefühls darstelle und dass jenes ominöse „übersinnliche Substrat“, von dem in den vorangegangenen Paragraphen die Rede war, sich aus dem Kantischen Text als die Idee der (transzendentalen) Freiheit qualifizieren lasse (nicht als die Idee Gottes, wie viele Interpreten intuitiv angenommen haben). Besondere Beachtung verdient auch der Schlussabschnitt dieses II. Teils über das Erhabene, da Kant im Erlebnis des Erhabenen eine markante Reflexion auf die praktische Bestimmung des Menschen erkennt: Während nach einer Reflexion der frühen 1770er Jahre, die Recki zum Leitfaden im Hauptteil ihrer Interpretation macht, die „schöne[n] Dinge“ anzeigen, „daß der Mensch in die Welt passe“, zeigen nach ihrer Interpretation die erhabenen Dinge der Natur – zeigt also die Erschütterung im Gefühl des Erhabenen in der Dialektik des sich zwangsläufig aufdrängenden Rekurses auf das unzerstörbare Intelligible am Menschen – dass er sich die Welt dort, wo er nicht unmittelbar in sie zu passen scheint, aus eigener Kraft passend machen kann und muss. Das Erhabene ist somit, für Kant auch ausdrücklich, ein anderes Symbol der Freiheit.
Auf der Grundlage dieser auf das praktische Selbstverständnis zugespitzten Interpretation der Kritik der Urteilskraft ist das Gefühl als Leistung der ästhetisch reflektierenden Urteilskraft hinreichend deutlich bestimmt, so dass erkennbar wird, wie Kant auch schon in den Schriften zur Moralphilosophie Leistungen der reflektierenden Urteilskraft und insbesondere der ästhetisch reflektierenden Urteilskraft als Elemente des moralischen Bewusstseins in Anspruch nimmt. Teil III („Das Erhabene am Guten“) stellt zunächst überhaupt die Rolle des Urteilens im Kontext der Moral dar. Wichtig ist der Verfasserin der Nachweis, dass es nicht nur um explizit geäußerte moralische Urteile geht, sondern dass auch in Handlungen immer schon Urteile investiert sind. Doch selbst wenn so die Ubiquität des Urteilens gezeigt ist, so ist damit zunächst nur die bestimmende Urteilskraft gemeint. Die Verfasserin sucht darüber hinaus die systematischen Bestimmungen des moralischen Bewusstseins auf, in denen im prägnanten Sinne Reflexion und: ästhetische Reflexion stattfindet: dass man das Sittengesetz nach dem Anspruch des Kapitels über die „Typik der reinen praktischen Urteilskraft“ mit dem Verfahren der Analogiebildung, das Kant im § 59 der KU beschrieben hat, als Naturgesetz ansehen solle; dass es laut Kant bei der Bestimmung der moralischen Pflichten ausdrücklich einen „Spielraum“ der reflektierenden Urteilskraft gebe; dass in der wenig beachteten Methodenlehre der Kritik der praktischen Vernunft [KpV] der pädagogische Status des guten Beispiels sich auch auf ein Wohlgefallen am schönen Vorbild stützt, in dem die Elemente dessen erkennbar sind, was Kant als das Gefühl des Schönen in der dritten Kritik analysieren wird. Besonderen Wert legt Recki schließlich auf die Interpretation des Kapitels „Von den Triebfedern der reinen praktischen Vernunft“ in der KpV, in dem sie die genaue Analogie im Aufbau des für Kant in letzter Instanz als moralische Motivation fungierenden Gefühls der Achtung vor dem Gesetz mit dem Gefühl des Erhabenen aufzeichnet. Dieser Teil der Arbeit endet mit einer Vergewisserung der Wichtigkeit, die für Kant dem Gefühl in der Moral zukommt, durch den Rekurs auf die entsprechende Passage in der Metaphysik der Sitten, in der er über eine „Ästhetik der Sitten“ ausdrücklich handelt, wo neben dem Gefühl der Achtung auch das Gewissen, das Mitleid und andere moralische Gefühle Beachtung finden.
Die systematische Intention, die der Arbeit den Rahmen gibt, macht die Verfasserin im Teil IV („Weder im Himmel, noch auf der Erde“) deutlich. Auch diese Überschrift ist wiederum ein Kant-Zitat – aus der Grundlegung zur Metaphysik der Sitten, wo mit der Formulierung auf die Ebene der Begründung des Sittengesetzes angespielt wird: weder empirisch noch transzendent im Sinne einer theologischen Begründung. Recki skizziert hier eine Argumentation, mit der richtiggestellt werden soll, was Kants beständige Einschärfung, das moralische Gesetz gelte für alle vernünftigen Wesen überhaupt, besagen soll: Nicht, dass Kant seine Ethik (entgegen seiner expliziten Absage) doch für Engel oder für Götter gedacht hätte; ausgedrückt werden sollen in dieser Formel vielmehr zugleich der erkenntniskritische Bescheidenheitsvorbehalt, dass wir nicht wissen können, ob es nicht doch andere vernünftige und moralbedürftige Wesen außer uns gibt, und der universale Geltungsanspruch der Moral. Klar ist dabei für Kant aber, so Recki, dass die Moral nur für solche endlichen Wesen da sei, die Moral nötig haben. Sie bringt dies auf den Begriff, dass Kants Moralphilosophie, die dieser stets vor einer bloß anthropologischen im Sinne einer empirischen Begründung verwahrt wissen wollte, gleichwohl Teil einer rationalen Anthropologie sei.
Die Arbeit ist literarisch eingerahmt durch einen „Prolog im Himmel“ und einen „Epilog auf der Erde“. In beiden geht es um das problematische Verhältnis zwischen Schönem und Gutem: im ersteren wird die Anekdote von Moses Mendels-sohns Eheschließung erzählt (demnach werden die Ehen im Himmel geschlossen), deren platonische Pointe es ist, dass das eigentlich Schöne die schöne Seele ist; der letztere ist Gottfried Benns Gedicht „Menschen getroffen“, das mit der Auskunft endet: „Ich habe mich oft gefragt und keine Antwort gefunden, woher das Sanfte und das Gute kommt, weiß es auch heute nicht und muß nun gehen.“ Dazwischen steht die Interpretation des Kantischen Beitrags zum Verhältnis des Schönen und des Guten, dem die Verfasserin größtmögliches Gewicht bei der Lösung dieser systematisch unüberholten Frage beimisst.

### Kultur als Praxis. Eine Einführung in Ernst Cassirers Philosophie der symbolischen Formen
Die Arbeit ist eine Einführung von besonderer Art: zum einen Einführung in Ernst Cassirers Philosophie der symbolischen Formen, von der geltend gemacht wird, das sie als Transformation der Kritik der Vernunft in Kritik der Kultur das Erbe des Kantischen Denkens nach der Kopernikanischen Wende angetreten hat und einen der elaboriertesten systematischen Erträge des Kantianismus im 20. Jh. darstellt; zum anderen generell Einführung in die Kulturphilosophie. Cassirers Problembewusstsein und theoretisches Programm, so der systematische Anspruch, dürfen als exemplarisch angesehen werden für das Verständnis von Kulturphilosophie als derjenigen philosophischen Anthropologie, die in ihrer Disziplinbezeichnung bereits das wichtigste, noch im Einzelnen zu explizierende Ergebnis ankündigt: dass der Mensch wesentlich ein kulturelles Wesen, seine Wirklichkeit konstitutiv die Kultur ist.
So exponiert Birgit Recki in Teil A Cassirers symboltheoretischen Ansatz, seinen Begriff der Kultur vor dem Hintergrund der allgemeinen Skizze eines weit gefassten und dabei emphatisch besetzten Kulturbegriffs. Da wir über Kultur nicht anders nachdenken können als aus dem eigenen kulturellen Selbstverständnis, da sich dem Verständnis von Kultur notwendig die Elemente des menschlichen Selbstverständnisses mitteilen, so die markanteste These der Arbeit, teilt sich dem Begriff der Kultur auch das evaluative und normative Verständnis unserer selbst mit.
In Teil B wird Cassirers Grundlegung der Kultur in einem Begriff vom Bewusstsein als „natürlicher Symbolik“ dargestellt: Schon das Bewusstsein begreift er als elementaren Verweisungszusammenhang, in dem beständig die Darstellung von Geistigem in sinnlicher Repräsentation erfolgt. Der pragmatische Zeichengebrauch stellt die dabei entspringende (symbolische) Bedeutung auf Dauer und macht sie damit verfügbar. Durch Symbolisierung kommt es zur Vergegenständlichung und damit zu einem Distanzgewinn, den das Subjekt als Spielraum der Verfügung nutzt und ausbaut – und den es braucht, um handeln zu können. In dieser Funktion der Ermöglichung von Handeln durch Distanzgewinn sieht Recki das Genus proximum aller Symbolisierung und damit aller kulturellen Aktivität laut Cassirers Theorie. Hierin ist nach ihrer Interpretation auch das spezifische Verständnis von Kultur als Praxis gegründet, dem sie (in dem Bewusstsein, dass die Kultur als Sphäre der Hervorbringung von Werken nach dem Aristotelischen Schema der Gegenüberstellung von poiesis und praxis traditionell der poiesis zugeordnet wird) durch ihre Titelwahl in beabsichtigter Provokation Geltung zu verschaffen sucht: Für Cassirer bleibt Kultur als Hervorbringung von Symbolen aller Art poiesis – aber als Ursprung des Handelns und Vollzug der Freiheit in einem elementaren Sinne ist sie zugleich praxis und darin ethisch besetzt. – Es folgt die Darstellung der kulturellen Vielfalt der symbolischen Formen Sprache, Mythos (besser: mythisches Bewusstsein) und Kunst, die Recki in je eigenen Kapiteln erörtert. Wichtig ist ihr dabei die Sicherung des von Cassirer nicht überall eindeutig herausgestellten methodischen Primats der Sprache als der grundlegenden Form der Kultur. Dass Cassirer der Sprache den Primat im System der Kultur zuerkennt, kommt insbesondere darin zur Geltung, dass er im Rahmen seiner Sprachphilosophie eine Theorie der radikalen Metapher entwickelt, in der die Übertragung in ein fremdes Medium als die Grundstruktur aller Symbolisierung und damit des gesamten Kulturprozesses begriffen werden soll. Wichtig ist ihr aber auch die Erörterung von Cassirers Begriff des Mythos als der Einstellung des Bewusstseins, die durch physiognomische Wahrnehmung, Dominanz des Gefühls und Überwältigung des Bewusstseins durch Bilder charakterisiert ist. Recki stellt heraus, dass das mythische Bewusstsein, obgleich seine Phänomenologie überwiegend in Beispielen aus archaischen Kulturen aufgesucht wird, nach Cassirers Verständnis eine auch im Zeitalter der Dominanz wissenschaftlicher Rationalität gleichzeitige und gleichursprüngliche symbolische Form bleibt: die Aktualität des Mythos.
Teil C entfaltet auf dieser Grundlage das eigentliche Argumentationsinteresse der Autorin: die Rekonstruktion von Cassirers ungeschriebener Ethik. Recki stellt die hohe ethische Appetenz dieser Philosophie der Kultur heraus. Sie unterstreicht diesen Befund auch durch exemplarischen Rekurs auf die moralische Statur von Cassirer mit seinem von Zivilcourage, überzeugter Liberalität und politischer Urteilskraft getragenen Ethos als Hochschullehrer und als Bürger. Sie geht daraufhin der Frage nach, wieso der ansonsten so produktive Cassirer keine moralphilosophische Monographie geschrieben hat und entkräftet vor allem die seit Donald Verene gelegentlich erneuerte Vermutung, dass ihm dies durch den symboltheoretischen Ansatz systematisch verunmöglicht worden sei. Nach Reckis textnahem Interpretationsbefund (hier insbesondere der Rede über „Die Idee der republikanischen Verfassung“ von 1928, wo Kant aufgrund seines verwickelten rezeptionsästhetischen Ansatzes in der Theorie des Geschichtszeichens im Streit der Fakultäten als „symbolischer Denker“ bezeichnet wird) lässt sich nach Cassirers Verständnis die Moral als eine symbolische Form begreifen. Recki stellt daraufhin die exakte Mutmaßung an, dass es eine signifikante Unschärfe im Grundbegriff dieser Kulturphilosophie sei, die Cassirer bei der Entfaltung seiner Ethik im Wege gestanden habe: Der Begriff der Freiheit ist gewissermaßen schon dadurch `verbraucht´, dass Cassirer ihn unspezifisch auf den gesamten Bereich der Kultur anwendet und ihn daraufhin nicht mehr moralphilosophisch zu spezifizieren vermag. Doch darin ist nach Recki nicht das letzte Wort zu sehen, sondern die Aufforderung, die membra disiecta von Cassirers Moralphilosophie aus den Texten herauszuklauben. Die Autorin sieht das spezifisch ethische Verständnis von Freiheit insbesondere in Cassirers Widerspruch gegen Georg Simmels Theorie von der Tragödie der Kultur artikuliert: Wir sollen um willen unseres eigenen Selbstverständnisses als Handelnde (insbesondere im Interesse an unserer praktischen Belastbarkeit angesichts der allfälligen Bemühung um Permanenz der Kultur) die Kultur als das Medium unserer Selbstverwirklichung nicht als Tragödie konzeptualisieren. Hier macht sich die evaluative Schätzung der Kultur als des Humanums ausdrücklich als normativer Anspruch an Praxis und Theorie geltend. Recki nennt dieses Theoriestück, in dem sich ein signifikanter Übergang von Sein in Sollen abspielt, in betonter Anspielung auf Kant eine "Postulatenlehre". In die Erörterung schließlich der Positionen von Heidegger und Cassirer bei der Davoser Disputation 1929, die für Recki offenbar den Kulminationspunkt bei der Suche nach Cassirers ungeschriebener Ethik darstellt, bringt sie ein unveröffentlichtes Manuskript aus dem ursprünglich in Yale verwahrten, seit 1995 in Berlin edierten Nachlass ein – Cassirers Davoser Vortragsmanuskript über den Tod. In der Gegenüberstellung der heidnisch-antiken Unerschrockenheit angesichts des Todes, die Cassirer hier vertritt, und die er mit dem Postulat des Einsatzes für die Kultur als die Sphäre des Überdauerns verbindet, ist das Korrelat zu dem Anspruch auf Transzendenz zu erkennen, das Cassirer in der protokollarisch überlieferten Disputation gegen Heideggers Restriktion des Kantischen Vernunftbegriffs auf Endlichkeit im Begriff der Freiheit reklamiert hat.

## Schriften
- Aura und Autonomie. Zur Subjektivität der Kunst bei Walter Benjamin und Theodor W. Adorno. Königshausen und Neumann, Würzburg 1988, ISBN 978-3-88479-361-9.
- Ästhetik der Sitten. Die Affinität von ästhetischem Gefühl und praktischer Vernunft bei Kant. Klostermann, Frankfurt am Main 2001, ISBN 978-3-465-03150-5.
- Kultur als Praxis. Eine Einführung in Ernst Cassirers Philosophie der symbolischen Formen. Akademie-Verlag, Berlin 2004, ISBN 978-3-05-003870-4.
- Die Vernunft, ihre Natur, ihr Gefühl und der Fortschritt. Aufsätze zu Immanuel Kant. mentis, Paderborn 2006, ISBN 978-3-89785-431-4.
- Freiheit. UTB / facultas.wuv, Wien 2009, ISBN 978-3-8252-3233-7.
- Forme uma. Elementi fenomenologije slobode [Übersetzung von sieben Aufsätzen ins Kroatische], Matica Hrvatska, Zagreb 2012, ISBN 978-953-150-964-0.
- Cassirer [Reihe Grundwissen Philosophie], Reclam, Stuttgart 2013, ISBN 978-3-15-020285-2.
- Natur und Technik. Eine Komplikation (De Natura VIII, hg. von Frank Fehrenbach),  Matthes und Seitz, Berlin 2021, ISBN 978-3-7518-0511-7, (nominiert auf der Shortlist des Tractatus-Essay-Preises 2021, siehe Tractatus-Preis)
- Kants Kritik der Vernunft als Theorie der Freiheit. Ein Parcours, Nomos / Alber, Karl Alber, Freiburg 2024, ISBN 978-3-495-99294-4

## Editionen
- Ernst Cassirer, Gesammelte Werke. Hamburger Ausgabe in 25 Bänden mit einem Registerband, hg. von Birgit Recki [ECW 1-26], Hamburg 1998–2009, ISBN 3-7873-1793-7.
- Rudolf Harms: Philosophie des Films. Seine ästhetischen und metaphysischen Grundlagen (1926), mit einer Einleitung von Birgit Recki, Hamburg 2009, ISBN 978-378-73183-0-8.

## Sammelbände
- Bild und Reflexion. Paradigmen und Perspektiven gegenwärtiger Ästhetik, hg. von Birgit Recki und Lambert Wiesing, München 1997, ISBN 3-7705-3156-6.
- Cassirer und Goethe. Neue Aspekte einer philosophisch-literarischen Wahlverwandtschaft, Reihe: Studien aus dem Warburg-Haus, hg. von Barbara Naumann und Birgit Recki, Berlin 2002, ISBN 978-3-05-008083-3.
- Kant lebt. Sieben Reden und ein Kolloquium, hg. von Birgit Recki, Sven Meyer und Ingmar Ahl, Paderborn 2006, ISBN 3-89785-248-9.
- Philosophie der Kultur – Kultur des Philosophierens. Ernst Cassirer im 20. und 21. Jahrhundert. 33 Beiträge zur internationalen Ernst-Cassirer-Konferenz in Hamburg vom 4.–6. Oktober 2007, Hamburg 2012, ISBN 978-3-7873-1975-6.
- Wozu ist das Böse gut? Hg. von Birgit Recki, Münster 2016, ISBN 978-3-95743-050-2.
- Welche Technik? Hg. von Birgit Recki, Dresden 2020,  ISBN 978-3-943897-55-5.